# Fouchères (Yonne)
 Fouchères  es una comuna y población de Francia, en la región de Borgoña, departamento de Yonne, en el distrito de Sens y cantón de Chéroy.
Su población en el censo de 1999 era de 398 habitantes.
Está integrada en la Communauté de communes Gâtinais Bourgogne .

## Demografía
| 314 | 270 | 230 | 353 | 375 | 398 |
| Para los censos de 1962 a 1999 la población legal corresponde a la población sin duplicidades (Fuente: INSEE [Consultar]) |     |     |     |     |     |